# Akshay Venkatesh

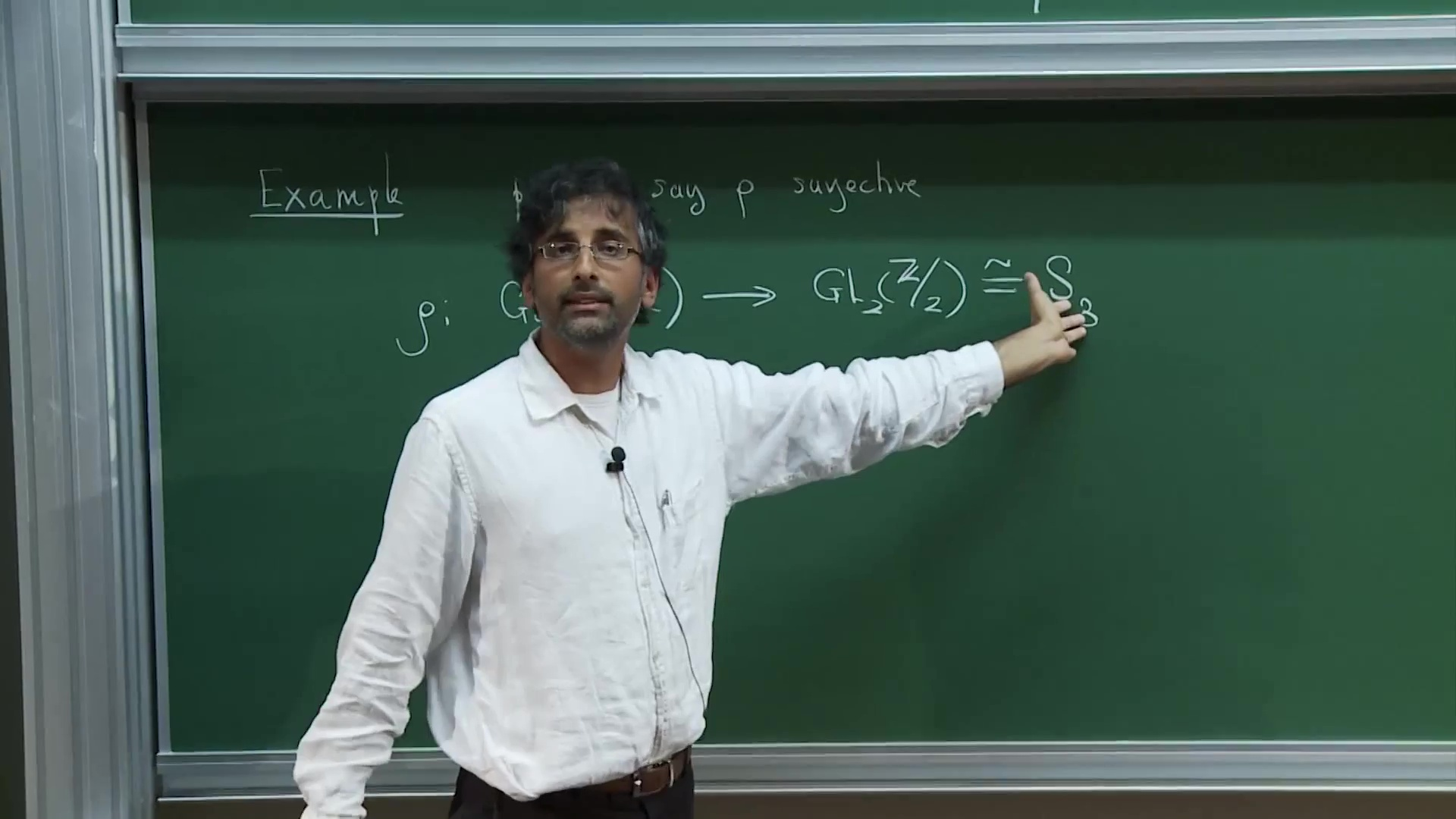
Akshay Venkatesh, 2014

Akshay Venkatesh (* 21. November 1981 in Neu-Delhi) ist ein indisch-australischer Mathematiker, der sich mit Zahlentheorie, Ergodentheorie und automorphen Formen beschäftigt. 2018 erhielt er die Fields-Medaille.

## Leben
Venkatesh wuchs in Perth in Australien auf. 1994 erhielt er eine Bronzemedaille auf der Internationalen Mathematikolympiade. Ab 1995 studierte er Mathematik an der University of Western Australia (Bachelor 1997 mit first class honours). Ab 1998 war er an der Princeton University bei Peter Sarnak, bei dem er 2002 promoviert wurde (Limiting forms of the trace formula). Als Post-Doc war er Moore-Instructor am Massachusetts Institute of Technology. Ab 2004 war er Associate Professor am Courant Institute of Mathematical Sciences of New York University und ab 2008 Professor an der Stanford University. Seit 2018 ist er Professor am Institute for Advanced Study (IAS) in Princeton, New Jersey, wo er zuvor im akademischen Jahr 2017/18 Distinguished Visiting Professor war.
2004 bis 2006 war er Clay Research Fellow. 2007 war er Packard Fellow und erhielt den Salem-Preis. 2008 gewann er den SASTRA Ramanujan Prize und 2016 den Infosys-Preis. Für 2017 wurde ihm der Ostrowski-Preis zugesprochen. Seit 2019 ist Venkatesh Mitglied der Royal Society, 2023 wurde er zum Mitglied der National Academy of Sciences gewählt, 2024 zum Mitglied der American Academy of Arts and Sciences.
2006 hielt er einen Vortrag auf dem Internationalen Mathematikerkongress in Madrid (Equidistribution, L-functions and ergodic theory: on some problems of Juri Linnik, mit Philippe Michel) und 2010 war er Invited Speaker auf dem ICM in Hyderabad (Statistics of number fields and function fields mit Jordan S. Ellenberg). Auf dem ICM 2018 in Rio de Janeiro erhielt er die Fields-Medaille „für seine Synthese aus analytischer Zahlentheorie, homogener Dynamik, Topologie und Darstellungstheorie, was lange offene Vermutungen über die Gleichverteilung arithmetischer Objekte löste“ (Laudatio).

## Werk
Mit Jordan S. Ellenberg wandte er Methoden der Ergodentheorie auf die Frage der Darstellung ganzzahliger quadratischer Formen durch solche mit weniger Variablen an und wies die Gültigkeit eines Lokal-Global-Prinzips (im Sinn von Helmut Hasse) nach.
Teilweise mit Elon Lindenstrauss, Manfred Einsiedler und Grigori Margulis befasste er sich mit Gleichverteilungsfragen in homogenen Räumen. Er bewies Gleichverteilung der Orbits vieler halbeinfacher Gruppen mit Einsiedler, Margulis und Amir Mohammadi und mit Einsiedler, Lindenstrauss und Michel die Gleichverteilung periodischer Orbits auf dem lokal symmetrischen Raum {\displaystyle SL(3,\mathbb {Z} )/SL(3,\mathbb {R} )}, der mit der Verteilung von Idealklassen total reeller kubischer Zahlkörper im Grenzfall unendlicher Diskriminante zusammenhängt.
Mit Lindenstrauss bewies er die Vermutung von Sarnak zur Gültigkeit von Hermann Weyls Gesetz für Spitzenformen als Eigenfunktionen des Laplaceoperators in lokal symmetrischen Räumen. Dieses Gesetz stellt in seiner ursprünglichen Form von Weyl einen Zusammenhang zwischen der Anzahl der Eigenwerte des Laplaceoperators und dem Volumen der Mannigfaltigkeit her. Lokal symmetrische Räume sind dabei gegeben durch Quotientenbildung nach einer diskreten Untergruppe in einer großen Klasse algebraischer Gruppen. Mit Lior Silberman erzielte er auch Fortschritte bezüglich einer anderen Vermutung von Sarnak, der QUE-Vermutung (quantum unique ergodicity, mit Zeev Rudnick).
Ebenfalls mit Ellenberg verbesserte er die obere Schranke (asymptotisch für große Grade) der Anzahl der Zahlkörper festen Grades mit beschränkter Diskriminante. Manjul Bhargava hatte zuvor den Spezialfall von Zahlkörpern mit Graden kleiner als 5 behandelt. Die Arbeit war für Venkatesh, wie er in einem Interview (Quanta Magazine 2018) sagte, ein psychologischer Durchbruch, da sie ihm in seiner Post-Doktorandenzeit zeigte, dass er Neues auf selbst gewählten Gebieten entdecken konnte (bei seiner Dissertation hatte sein Doktorvater Sarnak die Fragestellung noch vorgeschlagen).
In der analytischen Theorie automorpher Formen erzielte er (teilweise mit Philippe Michel) Fortschritte in der Frage von Sub-Konvexitäts-Schranken für L-Funktionen automorpher Darstellungen auf der kritischen Geraden. Das Problem hat auch Anwendungen in Gleichverteilungsfragen in der Geometrie der Zahlen. Die von Venkatesh 2004 vorgeschlagene Methode aus der Theorie dynamischer Systeme (Ergodentheorie) ermöglichte auf diesem Gebiet einen völlig neuen allgemeineren Zugang. So konnte er insbesondere alle Subkonvexitätsfragen für die Gruppe GL(2) behandeln.
Mit Harald Helfgott gab er neue Schranken für die Anzahl ganzzahliger Punkte auf elliptischen Kurven an.
Mit Craig Westerland und Ellenberg bewies er spezielle Fälle der Cohen-Lenstra-Vermutungen über Klassengruppen im Funktionenkörperfall.
In den 2010er Jahren befasst er sich mit der Rolle von Torsion (in der Homologie arithmetischer Gruppen) im Langlands-Programm, teilweise mit Nicolas Bergeron und Frank Calegari. Dabei stellte er eine Reihe von Vermutungen auf, so mit Kartik Prasanna über Zusammenhänge der Kohomologie arithmetischer Gruppen mit motivischer Kohomologie im Rahmen der Beilinson-Vermutungen über spezielle Werte von L-Funktionen.
2012 fand er mit Vesselin Dimitrov einen Fehler in dem Beweisversuch zur abc-Vermutung von Shin’ichi Mochizuki (Teil 3,4 seiner Preprint-Reihe). Dieser gestand den Fehler zu, meinte aber, er wäre zu korrigieren, und veröffentlichte in der Folge Revisionen seiner Arbeit.
2018 gab er mit Brian Lawrence einen neuen Beweis des Satzes von Faltings, der zwar noch dem Grundgerüst von Faltings folgt, aber statt abelscher Varietäten die Analyse der Variation p-adischer Galoisdarstellungen benutzt.

## Schriften (Auswahl)
- Mit Michel: Equidistribution, L-functions and ergodic theory: on some problems of Yu. Linnik. International Congress of Mathematicians. Vol. II, S. 421–457, Eur. Math. Soc., Zürich 2006.
- Mit Michel: The subconvexity problem for GL2. In: Publ. Math. Inst. Hautes Études Sci., No. 111, 2010, S. 171–271.
- Sparse equidistribution problems, period bounds and subconvexity. In: Ann. of Math., (2) 172, 2010, No. 2, S. 989–1094.
- Mit Ellenberg, Westerland: Homological stability for Hurwitz spaces and the Cohen-Lenstra conjecture over function fields. In: Ann. of Math., (2) 183, 2016, No. 3, S. 729–786.